# Jüri Uluots
Jüri Uluots, född 13 januari 1890 nära Kirbla i dåvarande Guvernementet Estland, död 9 januari 1945 i Stockholm, var en estnisk jurist, journalist och politiker. 
Han var från 1924 till 1931 dekan för juridiska fakulteten vid Tartu universitet. 1920–1926 och 1929–1932 var han medlem av Riigikogu. 1937–1940 var han partiordförande för Förbundet Fäderneslandet, det då enda tillåtna partiet under Konstantin Päts autokratiska styre. Från 12 oktober 1939 fram till Sovjetunionens ockupation av Estland 17 juni 1940 var Uluots Estlands premiärminister. Från juni 1940 till sin död 1945 var han medlem av Republiken Estlands exilregering och enligt republikens konstitution tillförordnad statschef för exilregeringen under den sovjetiska och tyska ockupationen.

## Roll under Estlands ockupation 1940–1945
Uluots gick i likhet med andra medlemmar av regeringen under jorden under Sovjetockupationen, då en kommunistisk lydregering under Johannes Vares installerades i juni 1940 och i augusti samma år anslöt Estland som Estniska SSR till Sovjetunionen. 1941 ockuperades Estland av Nazityskland och blev del av det tyska Rikskommissariatet Ostland som Generaldistriktet Estland.
I början av 1944 talade Uluots till Estlands befolkning i radio i ett upprop till allmän värnplikt, för att förhindra en sovjetisk återockupation av Estland. Östfronten hade vid denna tid pressats tillbaka till Estlands östra gräns och Narva evakuerades. Estniska frivilliga som stridit i Finland och nya värnpliktiga bildade en nationell försvarsstyrka. 
Den 20 april 1944, fortfarande under den tyska ockupationen, förklarades Vares och kommunistpartiets maktövertagande olagligt av en i hemlighet sammankallad valkommitté av representanter för republikens politiska organ. Man förklarade istället Uluots vara premiärminister med presidents uppgifter sedan 1940, enligt den succession för statschefsämbetet som fastställts i 1938 års konstitution, eftersom presidenten, Konstantin Päts, i praktiken avsatts 1940 och befann sig i sovjetisk fångenskap. 
I det maktvakuum som uppstod när tyska Wehrmacht retirerade genom Estland i september 1944, utsåg Uluots en ny estländsk regering under Otto Tief den 18 september, som tog kontrollen över regeringsbyggnaderna på Domberget i Tallinn. Regeringen gick åter under jorden innan Röda armén ockuperade Tallinn några dagar senare. Medan Tief och många medlemmar av regeringen fängslades eller avrättades, kunde Uluots och flera andra ministrar fly till Sverige och åter bilda en exilregering. Uluots, som under en längre tid varit cancersjuk, avled i Stockholm 9 januari 1945 kort efter ankomsten till Sverige. Han efterträddes av August Rei som tillförordnad statschef för exilregeringen.